# Roman Pletter
Roman Pletter (* 1980 in München) ist ein deutscher Journalist. Er ist Ressortleiter Wirtschaft der Wochenzeitung Die Zeit.

## Leben
Roman Pletter studierte Volkswirtschaftslehre sozialwissenschaftlicher Richtung an der Universität zu Köln und absolvierte die Kölner Journalistenschule für Politik und Wirtschaft. Danach war er Redakteur und Reporter beim Wirtschaftsmagazin brand eins. Später arbeitete er als freier Autor, unter anderem für das Dossier der ZEIT und im Sommer 2009 als Gastredakteur und Arthur F. Burns-Fellow bei der Washington Post. Von 2010 bis Mitte 2011 war er Ressortleiter Report beim Handelsblatt. Im Juli 2013 begann er bei der ZEIT. Er hat dort die Ressortleitung Wirtschaft inne. 

## Preise und Auszeichnungen
- 2010 Arthur F. Burns Preis[4]
- 2009 „Herausragende Leistung“ beim Axel-Springer-Preis für seine Reportage über einen Silberschmied mit dem Titel Versilberte Zeit, erschienen in brand eins[5]
- 2008 Ludwig-Erhard-Förderpreis für Wirtschaftspublizistik der Ludwig-Erhard-Stiftung[6]
- 2006 Alexander-Rhomberg-Preis, verliehen von der Gesellschaft für deutsche Sprache für die Pflege der Sprachkultur in den Medien
- 2005 Herbert Quandt Medien-Preis für Wirtschaftspublizistik für Hirtreiter und die Höllenhunde
- 2004 Nachwuchspreis des Georg von Holtzbrinck Preis für Wirtschaftspublizistik für sein Unternehmerportrait der Passauer Neuen Presse mit dem Titel Hirtreiter und die Höllenhunde, erschienen in brand eins
- 2003 Helmut-Stegmann-Preis der deutschen Journalistenschulen